# Иванова, Изабелла Николаевна
Изабелла Никола̀евна Ивано̀ва (урожденная Пивова̀рова)  (1929—2006) — советский и российский дирижёр, хормейстер, педагог, музыкальный деятель. Заслуженный работник культуры РСФСР (1985), Лауреат всесоюзных конкурсов самодеятельного художественного творчества.

## Биография
Изабелла Николаевна Иванова родилась в Смоленске, в семье инженера-строителя, который в 1938 г. был призван на военную службу. До 11 лет жила в Смоленске. Накануне Великой Отечественной войны отца перевели в Брест. Он считается пропавшим без вести.
После окончания семи классов общеобразовательной и музыкальной школ в Бресте Изабелла Николаевна Иванова в 1946 г. поступила в Музыкальное училище им. М. М. Ипполитова-Иванова в Москве. Занималась в классах фортепиано и хорового дирижирования. После его окончания с отличием в 1949 г. поступила в Московскую консерваторию на факультет хорового дирижирования. Среди её педагогов — народный артист СССР Владислав Геннадьевич Соколов.
Получив и здесь диплом с отличием, И. Н. Иванова в 1954 г. вместе с мужем Евгением Павловичем Ивановым переехала в Иваново. До 1984 г. работала преподавателем хоровых дисциплин (дирижирование, хоровая литература, чтение хоровых партитур, хоровая аранжировка) в Ивановском музыкальном училище. Среди её учеников — хормейстеры А. М. Жуковский, А. А. Нуждина, С. Г. Троицкий, Е. Н. Бобров и др.
В 1959 г. создала городской хор текстильщиков (позднее — народная хоровая капелла), с которым выступала в Кремлёвском Дворце съездов (1963), в Колонном зале Дома Союзов в Москве, на ВДНХ СССР, в Дни советской культуры в Польше (1975), на фестивале рабочих хоров им.Шандора Вандора в Венгрии (1976), на Всесоюзном радио и Центральном телевидении. Хор был удостоен звания лауреата первого Всесоюзного фестиваля самодеятельного художественного творчества трудящихся.
В 1969 г. фирма Мелодия выпустила долгоиграющую пластинку с записью хора. В 1964–1965 гг. руководила мужским и женским хорами Ивановского отделения Всероссийского общества слепых. С 1965 г. по 1970 г. Иванова была руководителем самодеятельности Ивановского камвольного комбината им.В.И.Ленина, а в 1968 - 1969 - также детской хоровой студии "Орленок". Руководила сводными хорами (500—600 чел.) во время больших торжественных концертов, дирижировала одновременно хором и симфоническим оркестром.
С 1992 г. по 2006 г. работала хормейстером в хоровой капелле мальчиков и юношей при городском дворце детского и юношеского творчества. За это время капелла получила статус хоровой школы, стала лауреатом всероссийских и международных конкурсов и фестивалей, победителем межрегионального этапа всероссийского хорового конкурса «Поющее детство», выезжала на гастроли в Италию и Германию, выступала с концертными программами по линии международного культурного фонда Святителя Николая.
В 1958—1974 гг. И. Н. Иванова - ответственный секретарь Ивановского отделения Всероссийского хорового общества, с 1974 г. по 1987 г. — его председатель.
Почетный член Всероссийского хорового общества, Лауреат Ивановской городской премии «За личный вклад в развитие культуры и искусства г. Иванова» в 2004 г. (своего рода региональный аналог премии «Триумф»),,. Заслуженный работник культуры РСФСР (1985г). Награждена орденом «Знак Почета» (1976 г.).

## Методика работы с самодеятельным хором
Работая с хором текстильщиков, И.Н. Иванова разработала свою методику, которую регулярно использовала на репетициях .  

### Музыкальная грамота для непрофессиональных певцов и «венгерская» система
Всем без исключения певцам (даже тем, кто не был знаком с нотной грамотой) выдавались хоровые партии, и новички приобщались к произведению сначала пассивно, зрительно, а затем, постепенно постигая музыкальную грамоту, уже сознательно. Это помогало одновременно осваивать и изучаемый материал, и нотную грамоту.
Изабелла Николаевна писала на доске две-три ноты на нотном стане, пропевала их сама, проигрывала на рояле, а затем эти ноты пропевал хор. Затем разбирались упражнения по учебнику сольфеджио, который выдавался на репетиции каждому хористу.
Хор знакомился с так называемой венгерской системой сольфеджирования, согласно которой каждый жест руки обозначает определенную ноту. Например, сжатый кулак, повернутый вниз — «до», положенная горизонтально ладонь — «ми», Поднятый вверх указательный палец — «си» и так далее. Усвоив эти жесты, хористы легко пели упражнения по руке дирижёра, привыкая лучше слышать и строить интервалы. Такой разминке на каждой репетиции уделялось 15-20 минут.

### Распевание и работа над вниманием и нюансами
Затем начинался второй этап, распевание. Сперва альты и басы: альты от «ля» малой октавы, басы — от «ля» большой октавы. С «до» первой октавы включались партии сопрано и теноров. На «ми» первой октавы прекращали петь басы, а альты — на «ми» второй октавы. Тенора и сопрано продолжали, соответственно, до «ля» первой и «ля» второй октавы. Затем упражнение пропевалось в обратном порядке.
Во время распевания хористы учились округлять гласные звуки «а», «е», «и», «у», правильно формировать звук, овладеть певческим дыханием. Большое внимание уделялось обработке согласного «р» в сочетании с гласными. Для этого использовали упражнения-скороговорки типа: «вез корабль карамель, посадил корабль на мель, и матросы три недели карамель на мели ели».
Особое внимание уделялось распеванию канонов, гармонических последовательностей на четыре голоса («Со вьюном я хожу» Римского-Корсакова, «Где-то еле слышно колокольчики-бубенчики звенят» В.Соколова и др.).
Для выработки внимания применялся такой прием: хор пел какое-либо упражнение, и в самом неожиданном месте дирижёр давал знак остановки: надо было замереть именно в этот миг.
Нюансы также отрабатывали в первом цикле репетиции: от пияно к сфорцандо, затем вновь до двух пиано, потом на крещендо до фортиссимо.

### Работа над произведениями
Остальное время, примерно два часа, посвящалось собственно разучиванию новых произведений и повторению старых. Сначала мужская и женская части хора занимались раздельно, каждая часть – со своим хормейстером, причем с мужчинами занимался мужчина, а с женщинами – женщина. Важен был «живой» пример хормейстера, профессионально владеющего вокальной техникой. 
Во второй половине репетиции все партии хора соединялись и начиналась работа над общим строем, которую проводил художественный руководитель вместе с пианистом.
Для выработки чистоты интонации неоднократно повторялись трудные для интонации места в той или иной партии (например, хроматизм), в замедленном темпе выстраивались аккорды. Одновременно шла работа над дикцией, и после этого - «отточка» нюансов.
Важный метод работы - пропевание разучиваемого произведения с закрытым ртом (например, басы пели текст, а остальные – с закрытым ртом) и наоборот. 
Если мелодию называют сердцем вокального произведения, то дикцию – его душой. Слушателю далеко небезразлично, о чём рассказывает хор, а передать содержание может лишь отличная дикция. Работу над четким и ясным произношением текста велась ежечасно, ежеминутно. В ритме разучиваемого произведения текст «проговаривался»:  все слова на одной высоте, при этом каждая буква утрировалась, окончания слов на согласные «т», «р», «п», «б» подчеркивались. 
Художественная отделка произведения занимала почти треть (а иногда и больше) времени общей работы над ним. Особенно трудно было добиться в самодеятельном хоре верного звучания пиано. Для этого использовалась такая методика: сначала хор пел с закрытым ртом, в уме произнося текст, затем хор пел уже сам текст в той же силе звучания, что и с закрытым ртом. Благодаря этому полнокровнее звучало и форте.

## Репертуар
Вместе с хором Изабелла Николаевна Иванова работала с большим и разнообразным репертуаром, в который входили и двухголосные песни, и восьмиголосные всемирно известные музыкальные шедевры a capello. Хор текстильщиков с большим вкусом исполнял произведения a capello П.Чайковского («Ночевала тучка», «Не кукушечка»), О.Лассо («Эхо»), В.Калинникова («Жаворонок», «Зима»), В.Шебалина («Зимняя дорога»), В.Мурадели («Ответ на послание декабристов»), А.Пескова («Баллада о солдате»), А.Пахмутовой («Песня-сказ о Мамаевом кургане»).
Исполнялись произведения и с местным симфоническим оркестром: «Сцена под Кромами» из оперы М.Мусоргского «Борис Годунов», кантата "Весна" С.Рахманинова, фрагменты из оперы «Вадим» Г.Крейтнера и т.д.
Особое место в репертуаре коллективов, которыми руководила И.Н.Иванова, занимали песни о родном крае, об Иваново. Огромной теплотой и непередаваемым лиризмом проникнуто исполнение Хором текстильщиков "Песни об Иваново" (музыка С.Охомуша, слова А.Крючковского), произведения, которое во второй половине XX века стало неофициальным гимном Родины Первого Совета.

## Значение творчества
Изабелла Николаевна Иванова на протяжении почти четырёх десятилетий проводила кропотливую работу по вовлечению простых ивановцев в академическое музыкальное творчество. Она воспитала огромную плеяду музыкантов-хормейстеров высокого класса, передала своим воспитанникам навыки и знания лучших хоровых музыкальных традиций. Её усилиями хоровая музыка стала популярной в текстильном рабочем городке, ивановцы активно приобщались к музыкальному классическому наследию.
"Прекрасный педагог, тонкий музыкант, чуткий, интеллигентный человек - таких людей, как Изабелла Николаевна, на свете мало, и их нельзя не помнить", - сказал, открывая концерт, посвященный 80-летию И.Н.Ивановой, её ученик, руководитель камерного хора "Шереметев-центра" ИГХТУ Евгений Бобров.

## В искусстве
В 1970 г. народный художник РСФСР лауреат Государственной премии СССР Марк Иванович Малютин написал портрет Изабеллы Николаевны. В настоящее время портрет хранится в Плесском музее –заповеднике. Его репродукция была опубликована в книге Е. В Можуховской «Марк Малютин».

## Публикации
В 2025 г. вышла книга «Гармонии звуков божественный дар: Творческий путь хормейстера Изабеллы Николаевны Ивановой», составленная из воспоминаний и писем самой Изабеллы Николаевны, ее родственников и современников, а также из публикаций прессы на тему ее творческого пути.

## Дискография
- «Участники художественной самодеятельности г. Иванова и Ивановской области», Фирма «Мелодия», винил, моно, Д 20457-58, 1967 г.
- «Академический хор текстильщиков г. Иваново, худ. руководитель И. Иванова», Фирма «Мелодия», винил, моно, 33Д 24125,1969 г.